# 브라이언 키블
브라이언 피터 키블(영어: Bryan Peter Kibble, 1938년 10월 20일~2016년 4월 28일)은 영국의 물리학자이자 선구적인 계측학자이다. 그는 SI 질량 단위인 킬로그램을 구현하기 위해 개발된 전류 저울(current balance)의 개선된 버전인 키블 저울의 발명가이다.

## 어린 시절과 가족
키블은 렛컴 교구(이전 버크셔, 현재 오스퍼드셔의 일부)에서 허버트 키블과 엘런 키블 사이에서 태어났는데 그의 아버지는 경찰 경사이었다. 그는 네 자녀 중 막내였으며 어릴 때부터 그는 전기 및 기계 장치 수리를 즐겼다. 그는 1950년부터 1957년까지 아빙던 스쿨을 다녔으며, 그곳에서 하우스 프리펙트로 일했으며 학업에서 상당한 성공을 거두었다. 그는 물리학, 수학 및 과학 분야에서 수많은 상을 받았으며 베넷 장학금을 받았다. 그는 하키 및 럭비 팀에서 뛰는 것 외에도 Debating and Roysse Society의 회원이었다.
그는 옥스퍼드의 지저스 칼리지에서 자연과학을 공부하기 위해 공개 장학금을 받았다. 그는 이곳에서 미래의 아내인 앤 그린필드(Anne Greenfield)를 만났고 1964년 결혼했으며, 같은 해에 원자 스펙트로스코피에 관한 주제로 이학박사 학위를 받았다. 그들은 니콜라와 스티븐 두 자녀를 두었다.

## 경력
키블은 박사학위를 마친 후 캐나다 온타리오의 윈저 대학교에서 박사 후 연구원으로 캐나다로 이주했다. 2년 후 그는 영국으로 돌아와 테딩턴에 있는 국립 물리학 연구소(NPL)에서 선임 연구원으로 30년을 보냈다.
1970년에 그는 GJ 헌트와 함께 양성자의 자기 회전 비율을 측정하여 이전의 오류를 명확하게 하고 암페어에 대한 SI 정의에 대한 작업을 크게 개선했다. 암페어의 구현은 사용하기 어렵고 내부 코일의 치수를 정확하게 측정해야 하는 등의 고유한 문제가 있는 장치인 전류 저울을 이용하여 이루어졌다.

### 키블 저울
키블은 그레빌 레이너(Greville Rayner)와 함께 전기저항의 단위인 옴을 구현할수 있는 동축 AC 브리지와 계산 가능한 커패시터에 대해 연구하여 1984년에 출판했다. 그 전에 그는 전류 저울의 문제에 대해 숙련하여 개선을 위한 아이디어를 가지고 있었다. 키블은 1975년 미국 국립 표준 기술 연구소의 Robert D. Cutkosky가 방문한 동안 자신의 생각을 뒷받침하여 무빙 코일식 와트 저울을 발명했다. 1978년 Ian Robinson 및 Ray Smith와 함께 NPL에서 Mark I 와트 저울을 구축했다. 암페어의 보다 정확한 구현이 이루어졌으므로 전류 저율이 대체되었다. 이러한 발전으로 인해 1990년에 기존의 조셉슨 상수 및 폰 클리칭 상수에 대하여 국제적으로 허용된 설정이 이루어졌으며, 이전에 상호 교류가 금지되었던 이러한 수치에 대한 국가적 표현에 대한 추가적 정당성이 제거되었다. 국제 팀에서는 자체적인 버전의 저울을 개발했다.
1990년에 기본 상수에서 킬로그램의 SI 단위를 재정의할 수 있을 만큼 플랑크 상수를 정확하게 측정할 목적으로 Mark II 와트 저울이 제작되었다. 이러한 기구는 하나의 힘을 다른 힘, 특히 [일반적으로 1킬로그램] 테스트 질량의 무게와 자기장에서 움직이는 코일의 전류에 의해 생성된 힘과 동일하게 만든다. 코일에 가해지는 상향력의 크기는 전류의 변화에 의해 제어된다. 움직이는 질량의 일률은 코일에서 측정된 전류와 전위차의 곱과 같은데, 전력의 SI 단위가 와트(W)이므로 '와트' 저울이라는 용어가 사용된다.
코일과 자석의 측정으로 인한 부정확성을 제거하기 위한 두 번째 단계는 코일을 특정한 속도로 자기장을 통해 이동시키는 것이다. 이때 테스트 질량이나 인가된 전류 없이 유도된 전위차를 측정한다. 전류는 양자 홀 효과를 통해 폰클리칭 상수를 사용하여 저항으로 측정하고 전위차는 조셉슨 효과를 사용하여 측정한다. 일률은 플랑크 상수와 시간을 사용하여 측정할 수 있다. 즉, 길이 와 시간의 SI 단위는 플랑크 상수와 함께 질량과 관련될 수 있으며 최종적으로 킬로그램의 SI 단위 실현을 위하여 파리의 국제 도량형 사무국 (BIPM)  보관되어 있는 원통 모양의 백금-이리듐 킬로그램 원기를 사용할 필요가 없게 된다.
2018년 11월 16일 프랑스 베르사유에서 열린 도량형 총회 회의에서 60개국 대표가 SI 단위를 영구적으로 개혁하기로 결정했는데, 킬로그램은 플랑크 상수를 사용하여 곧바로 정의된다.

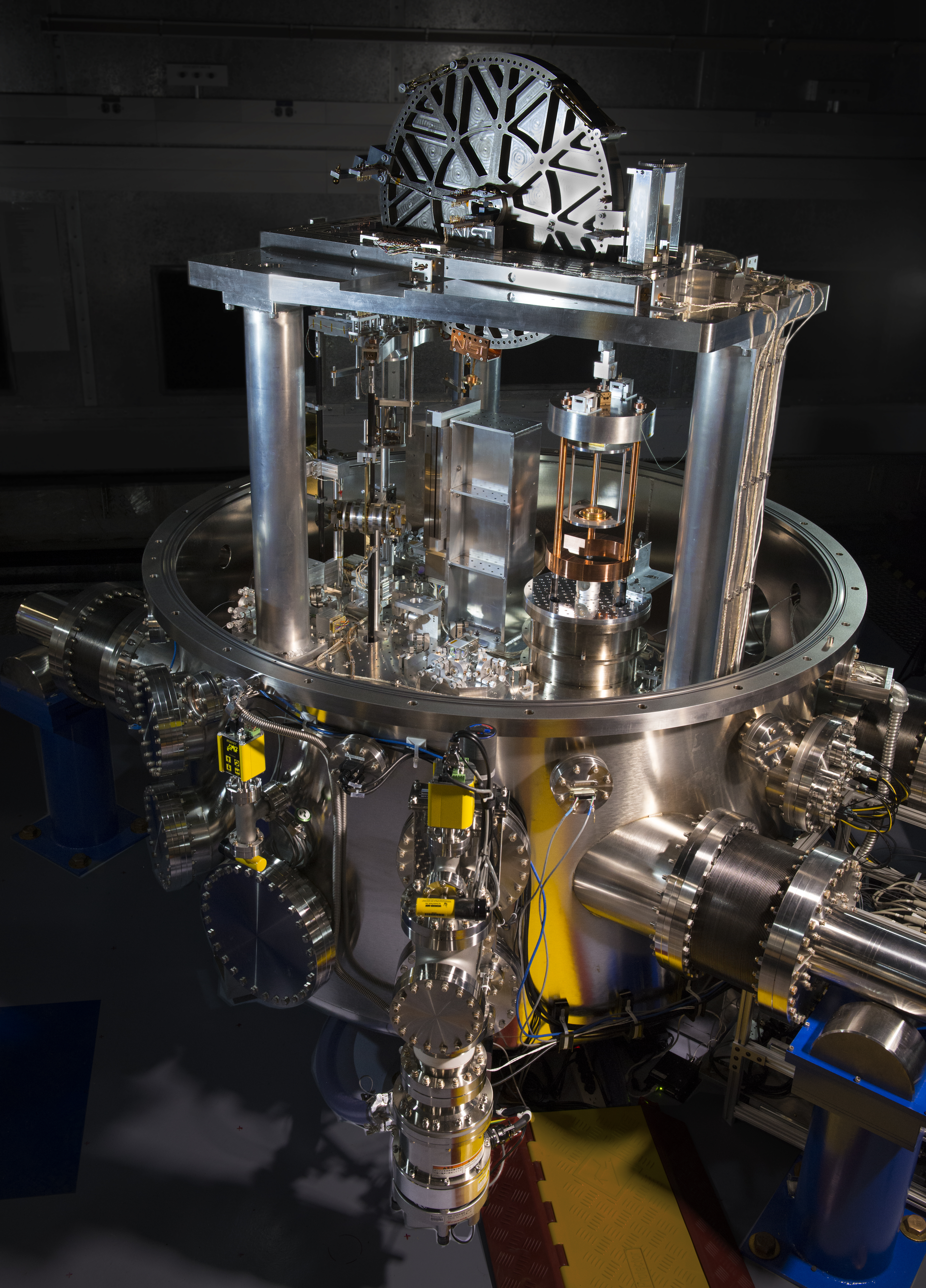
NIST -4 Kibble 저울

## 후기
키블은 1998년에 NPL에서 은퇴했지만, N.P.L., 브라운슈바이크의 Physikalisch-Technische Bundesanstalt, BIPM의 이 분야 현장에서 계속 일했으며 아내 앤과 함께 전 세계의 다른 많은 도량형 기관을 방문했다. 2009년부터 그는 《IEEE Instrumentation and Measurement Magazine》 에 기고했다. 2010년에는 Jurgen Schurr 및 Shakil Awan과 함께 《간섭 없는 측정을 위한 동축 전기 회로》를 출판했다.
2014년에 키블과 로빈슨은 《Metrologia》에 정확한 키블 저울을 구축하는 방법을 보여주는 기사를 작성하여 전 세계의 다른 도량형 학자들이 자체 저울을 구축하도록 장려했다. N.P.L.에서 그의 마지막 강의는 2016년 3월에 있었다.

## 기타 관심
과학 분야 이외에 키블은 클라리넷 연주, 하키 경기 심판 및 족보학을 즐겼다.

## 유산
키블이 사망한 지 두 달 후 CIPM 단위 자문 위원회 회의에서는 와트 저울의 발명가와 개발자를 기리기 위해 키블 저울로 그 이름을 변경하였다.

## 수상
- 가버 메달 및 상 (이전의 더델 메달 및 상), 1986.[11]
- IUPAC SUNAMCO 선임 과학자 메달, 1992.[12]
- 계측 및 측정 부문 IEEE Joseph F. Keithley Award, 2009.[13]

## 같이 보기
- 올드 아빙던인 목록